# سارة ي. ماسون
سارة ي. ماسون (بالإنجليزية: Sarah Y. Mason)‏ هي كاتبة سيناريو أمريكية، ولدت في 31 مارس 1896 في بيما في الولايات المتحدة، وتوفيت في 28 نوفمبر 1980 في لوس أنجلوس في الولايات المتحدة.

## وصلات خارجية
- سارة ي. ماسون على موقع IMDb (الإنجليزية)
- سارة ي. ماسون على موقع قاعدة بيانات الفيلم (الإنجليزية)